# Caterina della Scala
Caterina della Scala (Verona, XIII secolo – Verona, 1305 circa) è stata una nobile italiana.
Era figlia di Alberto I della Scala, signore di Verona e di Verde di Salizzole.

## Discendenza
Caterina sposò Niccolò da Fogliano, signore di Reggio Emilia ed ebbero otto figli:
- Tommaso, religioso
- Guidoriccio (1290-1352), condottiero, immortalato da Simone Martini nell'affresco Guidoriccio da Fogliano all'assedio di Montemassi
- Giberto II (1280?-1369), signore di Reggio Emilia
- Matteo
- Paolo (?-1320)
- Giovan Riccio, condottiero, fu al servizio dei Gonzaga
- Guglielmo (?-1341), condottiero
- Contessa, sposò nel 1306 Bailardino Nogarola[1]

Rimasta vedova, si risposò alla fine del Duecento con Bailardino Nogarola, uomo d'armi e consigliere degli scaligeri, rinsaldando ulteriormente i rapporti con i signori di Verona. Alla morte di Bailardino, Caterina prese l'abito delle monache Umiliate di San Francesco.